# オール・ザ・スターズ
「オール・ザ・スターズ」（"All the Stars"）は、アメリカ合衆国のラッパーのケンドリック・ラマーと歌手のSZAによる楽曲である。作詞・作曲はラマー、SZA、サウンウェーヴ、アル・シャックス、プロデュースはサウンウェーヴとシャックスが務め、2018年1月4日に映画『ブラックパンサー』のサウンドトラックのリードシングルとして配信された。楽曲の配信と同時にトップ・ドッグ・エンターテインメントは社長のアンソニー・"トップ・ドッグ"・ティフィスとラマーが『ブラックパンサー』のサウンドトラック・アルバムをプロデュースすることを発表した。これに続いてマーベル・スタジオはラマーが『ブラックパンサー』の監督のライアン・クーグラーの指名により起用されたことを明かした。楽曲は映画のエンドクレジットで使用された。
「オール・ザ・スターズ」は第76回ゴールデングローブ賞主題歌賞などにノミネートされた。第61回グラミー賞では年間最優秀レコード賞や年間最優秀楽曲賞など4部門にノミネートされた。

## 背景と発表
ラマーは2017年12月22日に発表した楽曲「LOVE.」のミュージックビデオの中で『ブラックパンサー』のサウンドトラック・アルバムへの関与を初めて仄めかした。ビデオには1分54秒頃の場面で「B.Panther Soundtrack Coming Soon」と書かれたカチンコが映っていた。ラマーの関与は2018年1月4日に「オール・ザ・スターズ」の発表と同時に公となった。
発表時にラマーは映画『ブラックパンサー』とその監督のライアン・クーグラーを賞賛し、「この映画は芸術と文化の融合を見事に描き出す。ライアンとマーベルのビジョンと共に僕の音楽作りと曲作りの知識をこの作品に注ぎ込めることを心から誇りに思う」と語った。

## 成績
「オール・ザ・スターズ」は2018年1月20日付けのBillboard Hot 100で初登場43位であった。5週目にはHot 100で31位まで上昇し、2018年3月3日付けの時点では7位に到達した。ラマーにとっては2月上旬に7位を獲得したザ・ウィークエンドとのコラボレーション曲「プレイ・フォー・ミー」に続いて同年2曲目のトップ10入りであった。またSZAにとってはマルーン5とのコラボレーション・シングル「ホワット・ラヴァーズ・ドゥ」（2017年）以来2度目となるトップ10入りであった。

## ミュージックビデオ
「オール・ザ・スターズ」のミュージックビデオは2018年2月6日にYouTubeのラマーのVEVOチャンネルで発表された。監督はデイヴ・マイヤーズとリトル・ホーミーズが務めた。
2018年2月、英国系リベリア人のリナ・アイリス・ヴィクトルは彼女が制作した黄金模様の絵画を許可無しにミュージックビデオに使われたとして著作権侵害で訴えた。

## 受賞とノミネート
| 年   | 団体                                               | 賞                                        | 結果       |
| ---- | -------------------------------------------------- | ----------------------------------------- | ---------- |
| 2018 | ティーン・チョイス・アワード                       | R&B/ヒップホップ賞                        | ノミネート |
| 2018 | MTV Video Music Awards                             | 視覚効果賞                                | 受賞       |
| 2018 | iHeartRadio MMVAs                                  | コラボレーション賞                        | ノミネート |
| 2018 | BreakTudo Awards                                   | コラボレーション賞                        | ノミネート |
| 2018 | UK Music Video Awards                              | アーバン・ビデオ賞 (国際部門)             | ノミネート |
| 2018 | ハリウッド・ミュージック・イン・メディア・アワード | 主題歌賞 (SF/ファンタジー/ホラー映画部門) | 受賞       |
| 2019 | ヒューストン映画批評家協会                         | 主題歌賞                                  | 未決定     |
| 2019 | ゴールデングローブ賞                               | 主題歌賞                                  | 未決定     |
| 2019 | クリティクス・チョイス・アワード                   | 歌曲賞                                    | ノミネート |
| 2019 | アフリカン・アメリカン映画批評家協会               | 楽曲賞                                    | 受賞       |
| 2019 | ブラック・リール賞                                 | 主題歌賞                                  | 未決定     |
| 2019 | グラミー賞                                         | 年間最優秀レコード賞                      | ノミネート |
| 2019 | グラミー賞                                         | 年間最優秀楽曲賞                          | ノミネート |
| 2019 | グラミー賞                                         | 最優秀ラップ/サング・パフォーマンス賞     | ノミネート |
| 2019 | グラミー賞                                         | 最優秀ビジュアル・メディア楽曲賞          | ノミネート |
| 2019 | サテライト賞                                       | 主題歌賞                                  | 未決定     |

## パーソネル
デジタル・ブックレットのクレジットによる。
パフォーマー
- ケンドリック・ラマー – ヴォーカル
- SZA – ヴォーカル

テクニカル
- マット・シェファー – レコードエンジニアリング、ミックスエンジニアリング
- マイク・ボッツィ（英語版） – マスターエンジニアリング
- サム・リッチ – レコードエンジニアリング
- ジェームズ・ハント – レコードエンジニアリング

プロダクション
- サウンウェーヴ（英語版） – プロダクション
- アル・シャックス（英語版） – プロダクション

## チャート
| チャート (2018)                          | 最高 順位 |
| ---------------------------------------- | --------- |
| オーストラリア (ARIA)                    | 2         |
| オーストリア (Ö3 Austria Top 40)         | 25        |
| ベルギー (Ultratop 50 Flanders)          | 21        |
| ベルギー (Ultratip Wallonia)             | 11        |
| カナダ (Canadian Hot 100)                | 7         |
| カナダ CHR/Top 40 (Billboard)            | 31        |
| チェコ (Rádio Top 100)                   | 12        |
| チェコ (Singles Digitál Top 100)         | 9         |
| デンマーク (Tracklisten)                 | 12        |
| フランス (SNEP)                          | 21        |
| ドイツ (GfK Entertainment charts)        | 27        |
| ハンガリー (Single Top 40)               | 33        |
| ハンガリー (Stream Top 40)               | 6         |
| アイルランド (IRMA)                      | 3         |
| イタリア (FIMI)                          | 34        |
| マレーシア (RIM)                         | 1         |
| メキシコ・イングレス (Billboard)         | 1         |
| オランダ (Dutch Top 40)                  | 29        |
| オランダ (Single Top 100)                | 20        |
| ニュージーランド (Recorded Music NZ)     | 2         |
| ノルウェー (VG-lista)                    | 7         |
| ポルトガル (AFP)                         | 2         |
| スコットランド (Official Charts Company) | 18        |
| シンガポール (RIAS)                      | 1         |
| スロバキア (Singles Digitál Top 100)     | 7         |
| スロバキア (SloTop50)                    | 47        |
| スペイン (PROMUSICAE)                    | 59        |
| スウェーデン (Sverigetopplistan)         | 9         |
| スイス (Schweizer Hitparade)             | 18        |
| UK シングルス (OCC)                      | 5         |
| UK R&B (OCC)                             | 2         |
| US Billboard Hot 100                     | 7         |
| US Hot R&B/Hip-Hop Songs (Billboard)     | 5         |
| US Pop Airplay (Billboard)               | 15        |
| US Rhythmic (Billboard)                  | 3         |

| チャート (2018)                       | 順位 |
| ------------------------------------- | ---- |
| ベルギー (Ultratop Flanders)          | 92   |
| カナダ (Canadian Hot 100)             | 40   |
| ニュージーランド (Recorded Music NZ)  | 15   |
| UK シングル (Official Charts Company) | 38   |
| US Billboard Hot 100                  | 47   |
| US Hot R&B/Hip-Hop Songs (Billboard)  | 25   |

## 認定
| 国/地域                                                                                  | 認定        | 認定/売上数 |
| ---------------------------------------------------------------------------------------- | ----------- | ----------- |
| オーストラリア (ARIA)                                                                    | 3× Platinum | 210,000     |
| ベルギー (BEA)                                                                           | Gold        | 10,000      |
| ブラジル (ABPD)                                                                          | Platinum    | 40,000      |
| カナダ (Music Canada)                                                                    | 2× Platinum | 0           |
| イタリア (FIMI)                                                                          | Platinum    | 50,000      |
| ニュージーランド (RMNZ)                                                                  | Platinum    | 30,000      |
| ポルトガル (AFP)                                                                         | Gold        | 5,000       |
| スウェーデン (GLF)                                                                       | Platinum    | 8,000,000   |
| イギリス (BPI)                                                                           | Platinum    | 600,000     |
| アメリカ合衆国 (RIAA)                                                                    | 2× Platinum | 281,000     |
| * 認定のみに基づく売上数 · ^ 認定のみに基づく出荷枚数 · 認定のみに基づく売上数と再生回数 |             |             |

## 発売史
| 地域     | 日付          | フォーマット                         | レーベル                                     | Ref.   |
| -------- | ------------- | ------------------------------------ | -------------------------------------------- | ------ |
| 米国     | 2018年1月9日  | リズミック・コンテンポラリー・ラジオ | トップ・ドッグ アフターマス インタースコープ | [ 71 ] |
| イタリア | 2018年1月19日 | コンテンポラリー・ヒット・ラジオ     | ユニバーサル                                 | [ 72 ] |
| 米国     | 2018年2月27日 | コンテンポラリー・ヒット・ラジオ     | トップ・ドッグ アフターマス インタースコープ | [ 73 ] |